# Carrier Mills (Illinois)
Carrier Mills est un village situé au sud-ouest du comté de Saline dans l'Illinois, aux États-Unis,. Le village est incorporé le 20 novembre 1894.

## Démographie
Lors du recensement de 2010, le village comptait une population de 1 655 habitants. Elle est estimée, en 2016, à 1 610 habitants.

### Source de la traduction
- (en) Cet article est partiellement ou en totalité issu de l’article de Wikipédia en anglais intitulé « Carrier Mills, Illinois » (voir la liste des auteurs).